# Lambeth North (stanice metra v Londýně)
Lambeth North je stanice metra v Londýně, otevřená 10. března 1906. Nachází se na lince :
- Bakerloo Line (mezi stanicemi Waterloo a Elephant & Castle)

| Rok  | Počet cestujících |
| ---- | ----------------- |
| 2011 | 3,50 mil          |
| 2012 | 3,31 mil          |
| 2013 | 3,02 mil          |
| 2014 | 3,57 mil          |